# Tartelletta
La tartelletta è un utensile od accessorio da cucina di forma cilindrica, tronco-conica o a barchetta, con bordo liscio o festonato, di pochi centimetri di altezza.
Tale attrezzo è idoneo per creare, con pasta frolla, pasta brisé o sfoglia, dei contenitori, anche questi chiamati tartellette, da riempire con creme (dolci o salate), frutta, formaggi fusi, mousse e altro, per dolci o stuzzichini.

## Materiali
Sono realizzate in metallo, silicone, ceramica o carta. Le tartellette di carta sono i classici contenitori dei pasticcini, bonbon o cioccolatini vari, mentre quelle di metallo o ceramica, sono "formine" di varie misure atte a contenere budini, creme, tortine.